# 2651 Karen
2651 Karen eller 1949 QD är en asteroid i huvudbältet som upptäcktes den 28 augusti 1949 av den sydafrikanske astronomen E. L. Johnson i Johannesburg. Den har fått sitt namn efter Karen S. Mayer och Karen S. Fran.
Asteroiden har en diameter på ungefär 23 kilometer.